# Coral Canticòrum
Coral Canticorum és una societat coral fundada el 1979 en el barri de la Guineueta de Barcelona per Constantí Sotelo i Paradela, Juli Marco i Abellan i Carles Mata i Fierro. Des de la seva fundació i fins a l'actualitat n'ha estat director Constantí Sotelo i Paradela. És membre de la Federació Catalana d'Entitats Corals des de 1980.
Són freqüents els concerts de la Coral Canticorum a Nou Barris: les esglésies de Santa Engràcia, Sant Mateu, Sant Rafael i Sant Sebastià, el Pati de la Seu del Districte i la Masia de la Guineueta són escenaris preferents.
Des de 1984 organitza anualment la popular Trobada de Corals a la Guineueta, que habitualment forma part de la programació de la Festa Major de Nou Barris. També organitza en el barri els seus tradicionals concerts de Nadal i de Fi de Curs, aquest últim dins la programació de la Festa Major de la Guineueta.

## Premis
La Coral Canticòrum ha estat guardonada amb la Medalla d'Honor de Barcelona (2003), el Premi Nou Barris (2006), que concedeix anualment el Districte de Nou Barris de Barcelona, i el Premi Francesc Layret (2007), que concedeix anualment ERC Nou Barris.